# Hypsicomus torquatus
Hypsicomus torquatus är en ringmaskart som först beskrevs av Grube 1877.  Hypsicomus torquatus ingår i släktet Hypsicomus och familjen Sabellidae. Inga underarter finns listade i Catalogue of Life.